# Museu do Lixo Que Não É Lixo
O Museu do Lixo que não é Lixo é um museu brasileiro localizado no município de Campo Magro, no Paraná. Foi fundado em 1994 e está dentro da Unidade de Valorização de Recicláveis (UVR) na Região Metropolitana de Curitiba. Consta no Guia dos Museus Brasileiros e no Cadastro Nacional de Museus.
Os materiais retirados do lixo servem como fontes para pesquisa para os estudantes de escolas públicas e particulares, pesquisadores, universitários e técnicos de diversos cursos do Brasil e fora dele e público em geral. Os visitantes participam de atividades do programa de educação ambiental no qual o Museu do Lixo está inserido.
O "Museu do Lixo que não é Lixo" surgiu como iniciativa de Afonso Cardoso, ex-gari conhecido como Panamá e já aposentado da UVR. Ele guardou alguns objetos na sua residência que chegaram através da coleta seletiva. Primeiramente selos, cédulas e moedas, logo os objetos foram tantos que ele não conseguiu guardá-los em casa e precisou deixá-los amontoados num pequeno espaço na UVR. 
O "Museu do Lixo que não é Lixo" funciona num galpão dentro do complexo da UVR. O local abriga mais de cinco mil peças encontradas desde 1989, mesmo ano que Curitiba instalou o sistema de coleta seletiva no município e quando Campo Magro ainda fazia parte do município de Curitiba.